# Calloriella
Calloriella is een monotypisch geslacht van schimmels uit de familie Pezizellaceae. Het bevat alleen Calloriella umbrinella.